# ماريون فريدريك راميريز دي أريلانو
ماريون فريدريك راميريز دي أريلانو (بالإنجليزية: Marion Frederic Ramírez de Arellano)‏ هو رجل غواصة وضابط أمريكي، ولد في 5 أغسطس 1913 في سان خوان في الولايات المتحدة، وتوفي في 15 مايو 1980 في واشنطن العاصمة في الولايات المتحدة.